# Historisches Denken
Historisches Denken ist eine eigene Form oder Einstellung des Bewusstseins gegenüber der Welt als Geschichtsbewusstsein. Das Bewusstsein ordnet denkend die äußere Welt mithilfe von historischen Kategorien (fundamentale Begriffe wie z. B. Entwicklung, Fortschritt, Prozess). So werden menschliche Zeiterfahrungen zu Geschichte.

## Merkmale historischen Denkens
Dem historischen Denken gelten alle sozialen Zustände als zufällig-kontingent und veränderbar. Sie haben sich unter mehreren denkbaren Möglichkeiten in der Wirklichkeit so entwickelt (Historizität); die Gründe dafür zu bestimmen, ist Aufgabe der Geschichtsforschung. Bodo von Borries’ Standardbeispiel ist die Frage: Warum sind die Österreicher keine Deutschen? Die Antwort liegt nur in der historischen Entwicklung, die auch anders vorstellbar ist. Gegenstände des historischen Denkens sind politische, wirtschaftliche, soziale, ökologische, geistesgeschichtliche und kulturelle Verhältnisse, die das Leben der Menschen bestimmt haben oder noch bestimmen.
Historische Aussagen weisen die Struktur der Narrativität auf: Historische Zusammenhänge werden immer als sinnvolle Geschichten erzählt. Dies ist die Grundlage jeder Geschichtsschreibung. Der Philosoph Arthur C. Danto hat dies erkenntnistheoretisch, der Literaturwissenschaftler Hayden White geschichtstheoretisch analysiert.
Das historische Denken ist eine Errungenschaft der Aufklärung. Es erkennt und betont die Fähigkeit des Menschen, durch bewusstes Handeln gesellschaftlichen Wandel herbeizuführen. Anfang des 18. Jahrhunderts war der Philosoph Giambattista Vico einer der ersten, der begriff, dass es in der Macht der Menschen liegt, ihre eigene Geschichte zu machen.
Mit der Entstehung des historischen Denkens wurde bewusster Wandel erstmals zum Gegenstand theoretischer Überlegungen. Zum Interesse am Wandel gehörte die Erkenntnis, dass auch die menschliche Subjektivität ein Teil der Geschichte und somit wandelbar ist. Dieses neue Bewusstsein für die Vergänglichkeit der Ideen und Verhältnisse erkannte dem menschlichen Bewusstsein eine entscheidende, Geschichte machende Rolle zu.

## Schulpraxis
Historisches Denken muss erlernt werden. Es entwickelt sich in der Kompetenz
- zur Untersuchung, Klärung und Darstellung geschichtlicher Phänomene,
- zur Deutung von Zusammenhängen und Zeitverläufen,
- zum historischen Diskurs sowie
- zu Folgerungen für Gegenwart und Zukunft.

Dazu gehört die methodischen Kompetenzen,
- Vergangenes aus Quellen und anderen Informationen zu rekonstruieren,
- Darstellungen von Vergangenem zu dekonstruieren, auf deren Deutungen und deren Bedeutung für sich selbst zu befragen.[2]

## Zitat
„Historisches Denken ist der Blick zurück angesichts eines aktuellen Orientierungsbedürfnisses (einer aktuellen zeitlichen Verunsicherung), um eine Vorstellung zu gewinnen, wie 'heute' und 'morgen' sinnvoll gehandelt werden kann.“ (Jörn Rüsen)